# Анінь (Молдова)
Анінь (рум. Anini) — село у Гинчештському районі Молдови. Входить до складу комуни, адміністративним центром якої є село Лепушна.

## Населення
За даними перепису населення 2004 року у селі проживали 197 осіб.
Національний склад населення села:
| Національність   | Кількість осіб | Відсоток   |
| ---------------- | -------------- | ---------- |
| молдавани румуни | 178 4          | 90,4% 2,0% |
| українці         | 7              | 3,6%       |
| росіяни          | 4              | 2,0%       |
| євреї            | 4              | 2,0%       |
| Всього           | 197            | 100%       |